# Тикува
Тикува (яп. 竹輪 тикува, букв. бамбуковый браслет) — блюдо японской кухни, трубочки из рыбного мяса. Измельчённое рыбное мясо (сурими) смешивается с крахмалом и яичным белком, добавляется соль, сахар, усилители вкуса, затем готовую массу оборачивают вокруг бамбуковой палочки (или в настоящее время чаще вокруг металлической) и обжаривают на открытом огне либо варят на пару.
Тикува весьма популярны в Японии, поскольку это недорогое, диетическое, но вместе с тем питательное блюдо. Их продают как в горячем виде на улицах и ярмарках, так и в замороженном виде в магазинах.

## История
В записях XIV века упоминается блюдо под названием «камабоко» (яп. 蒲鉾) . В то время его готовили как современные тикува — из сурими в форме початков рогоза (в яп. языке записывается иероглифом 蒲  (яп. 蒲 гама)), отчего блюдо и получило своё название.
С XVI века камабоко начали готовить, выкладывая готовую массу из сурими на доску. И чтобы различать два блюда, одно называли «камабоко на доске» ( (яп. 板蒲鉾 ита-камабоко) сейчас его называют просто камабоко), а второе — «тикува-камабоко» (яп. 竹輪蒲鉾), или сокращённо просто «тикува».
Поскольку блюдо готовится из белой рыбы, в нём содержится мало животных жиров, но много белков, и поэтому оно быстро распространилось за пределы Японии.

## Региональные разновидности
- В Аомори готовят так называемые пионовые тикува  (яп. 牡丹ちくわ ботан тикува). Их обжаривают таким образом, что обуглившиеся пятнышки на трубочках напоминают бутоны пионов.
- В Нагасаки и в восточной части Тоттори при приготовлении тикува сурими смешивают с тофу.
- В городе Яватахама префектуры Эхимэ готовят тикува из рыбьей кожи. С рыбы снимается кожа, наматывается на шампур в несколько слоёв, а затем обжаривается на огне. Такое блюдо имеет весьма специфический вкус, совсем не похожий на вкус традиционных тикува.
- В другом городе префектуры Эхимэ — Сикокутюо — в состав сырой массы добавляют мясо креветок.
- В городе Комацусима префектуры Токусима принято готовить тикува на бамбуковых палочках и продавать блюдо вместе с ними.

## Употребление
В Японии тикува — популярная лёгкая закуска, которую можно купить на улицах города и на прилавках ярмарок и есть просто так. Также тикува часто используется в качестве ингредиента в таких блюдах как одэн, тэмпура и в других комплексных блюдах, добавляется к макаронным блюдам (удон, якисоба) и в супы набэмоно. В ресторанах подают как закуску, при этом внутрь набивают мелко порезанный огурец, сыр, сосиски или мэнтайко (маринованная икра) либо заправляют майонезом.